# Anafi
Anafi eller Anaphe (græsk: Ανάφη; oldgræsk: Ἀνάφη) er et græsk øsamfund i Kykladerne. I 2011 havde den en befolkning på 271. Den har et areal er 40,37 km2, og ligger øst for øen Thíra (Santorini). Anafi er en del af den regionale enhed Thira.

## Historie
Ifølge mytologien fik øen navnet Anafi, fordi Apollo fik den til at fremstå for argonauterne som et ly mod en slem storm ved at bruge sin bue til at kaste lys over den. På trods af sin lille størrelse har Anafi både arkæologisk såvel som mytologisk interesse. Ved klostret Panagia Kalamiotissa er der ruiner af et tempel bygget som et offer til guden Apollo Aegletus. Nogle af teksterne fra øen (Inscriptiones Graecae XII, 248 linje 8) omtaler guden Apollo som asgelatos (ασγέλατος, en unik brug, som af nogle forskere siges at være en variant af Aigletes, 'strålende'. Imidlertid forbinder en lærd (Burkert 1992) dette tilnavn til en sumerisk gudinde for helbredelse og til Apollos søn Asclepius. Ruiner kan også findes ved Kasteli, og de fleste af fundene, såsom statuerne, er nu placeret på det arkæologiske museum ved Chora, i et ekstremt lille rum. I romertiden blev øen brugt som eksilsted.
Efter det fjerde korstog i 1204, da Kykladerne blev overtaget af venetianerne, blev Anafi af hertugen af Naxos, Marco I Sanudo givet til Leonardo Foscolo. Under latinsk styre var øen kendt som Namfio. I slutningen af 1270'erne blev øen genvundet til Det Byzantinske Rige af Licario og en anden italiensk frafalden og indfødt af Anafi, John de lo Cavo, som efterfulgte Licario som kejserlig admiral i Det Ægæiske Hav. I 1307 blev øen efter en traktat mellem byzantinerne og Venedig, genvundet af hertugerne af Naxos,  som tildelte den som et len til Januli Gozzadini, der var af bolognesisk oprindelse.
Langt senere blev herskeren af Anafi, William Crispo (1390-1463), regent af hertugdømmet Naxos, og efterlod Anafi under kontrol af sin datter Florence. William siges at have bygget fæstningsværket (kastro) over den nuværende landsby. Han hævdes også at have bygget en fæstning, nogle gange omtalt som ''Gibitroli", på Kalamos-bjerget.
I 1481 overgik øen til Pisani-familien som en del af en medgift. Pisanierne regerede det indtil 1537, hvor den osmanniske admiral Hayreddin Barbarossa plyndrede det og bortførte alle dets indbyggere som slaver. Øen blev til sidst genbosat og erhvervede et sæt privilegier fra det osmanniske hof i 1700 i bytte for 500 kroner. Derefter blev det stort set overladt til sig selv, bortset fra det årlige besøg af den osmanniske flåde for at hente betalingen. Øen blev besøgt i 1700 af Joseph Pitton de Tournefort, botaniker ved det franske hof. Han beskriver Mount Kalamos som "une des plus effroyables roches qui soit au monde". Nogle af de gamle fund fra øen blev erhvervet af franske og britiske antikvarer; en hellenistisk statue fra Kastelli (af en kvinde, der holder en røgelseskop) kan findes i Eremitagemuseet i Skt. Petersborg.
Under den russisk-tyrkiske krig 1768-1774 blev den holdt og brugt som base af den russiske flåde under Alexey Orlov fra 1770 til krigens afslutning. Under den græske uafhængighedskrig sendte anafioterne "to caiques of men" (lokal bådtype) for at deltage i kampen. Mange mænd forlod øen for at hjælpe med at sikre Athen som hovedstad i Grækenland, og fra da af var der både sæsonbestemt og permanent migration, og et migrantsamfund voksede op i byen. De byggede huse til sig selv på skråningerne af Akropolis-klippen, i et område, der stadig er kendt som Anafiotika. James Theodore Bent besøgte øen med sin kone i vinteren 1880-81 og giver en levende beskrivelse af øen.
Øen blev brugt som et internt eksilsted for kriminelle og politiske dissidenter fra 1920'erne og frem. Turismen udviklede sig i 1970'erne, især efter at der blev bygget en elektricitetsgenerator i 1974, og iværksat havnearbejde. Byggeriet af asfalterede veje fra slutningen af 1980'erne og fremefter øgede ikke kun turismen, men genoplivede øens landbrugsøkonomi. Der er talrige publikationer vedrørende øen fra midten af 1960'erne (se bøger og artikler af Margaret Kenna), og hendes fotografier af øen og migrantsamfund gennem årtierne siden 1966 findes i Benaki Museum Photographic Archive.

## Geografi
Som sin større nabo Santorini, blev Anafi af gamle geografer, oprindeligt ikke regnet blandt Kykladerne, men blandt Sporaderne. Dette ændrede sig i perioden med latinsk styre i senmiddelalderen.
Anafi er i høj grad en ø der er velegnet til vandreture. Antonis Kaloyerou har udgivet en vandrerguide til øen, på græsk, rigt illustreret, med detaljerede instruktioner, tidspunkter og afstande Gennem de gamle stier og rundt om de stejle bakker kan du gå til den anden side af øen. De mest populære strande er Klisidi og Roukounas. En halvø i den østlige ende af øen er domineret af en monolitisk top, Kalamos-bjerget, der er 420 moh. er blandt de største i Middelhavet. På toppen af dette massiv er Kalamiotissa-kirken, som blev genopbygget efter et jordskælv i 1950'erne. Ikonet fra denne kirke (kaldet lokalt "det Øvre Kloster") blev, efter en storm i 1887, ført til kirken ved foden af Kalamos-bjerget, bygget inde i væggene i Apollos tempel (lokalt kaldet "det Nedre Kloster").
Rejsen til og fra Anafi kan kun foretages med båd, og da der er flere destinationer på vejen, tager det næsten 19 timer fra Athen. Bådplanen ændrer sig mellem sommer og vinter. Det er også muligt at nå øen fra Santorini.
En geologisk undersøgelse af øen offentliggjort i 1870 nævner forekomster af calamin (brugt til galvanisering), og der er aflejringer af ler i området Vayia, som blev brugt af øens pottemager i 1950'erne. For nylig udnyttede geologer de omfattende udgravninger i forbindelse med vejbygning i 1980'erne og 1990'erne til at undersøge klippelagene og andre geologiske træk, der var påvirket af vulkanudbruddene på Santorini og aflejringerne af vulkansk aske, som faldt på Anafi. Et hydrografisk kort over øen ("Anaphi, Pasha og Makrea") fra 1859, under ledelse af kaptajn Thomas Spratt (1811-1888) fra HMS Medina, kan findes i arkiverne for UK Hydrographic Office, tiltrådt 4. juni 1860 og ref D4737.

## Flora og fauna
Anafi har en relativt forskelligartet flora for sin lille størrelse, repræsenteret af 314 planteslægter og i alt 635 arter og underarter, hvoraf 37 er endemiske for Grækenland. Det er også en af de øer, hvor Eleonorafalken kan ses, en falk som jager trækfugle og yngler i sensommeren/efteråret. Et område langs øens sydkyst (Roukounas og Kalamos) er beskyttet under EU's Natura 2000-bevaringsordning.

## Kunst og kunsthåndværk
Broderier fra Anafi kan findes på Benaki-museet og på Museum of Folk Crafts, Athen. Der er også eksempler i Fitzwilliam Museum, Cambridge (UK) og i Victoria and Albert Museum, London (UK). Mange af disse blev indsamlet og senere doneret af AJB Wace.

## Samtidskunst
Øen er hvert andet år vært for en kunstbegivenhed ved navn Phenomenon, som startede i 2015.